# 8月15日
8月15日是阳历年的第227天（闰年是228天），离一年的结束有138天。

## 大事记

### 20世紀以前
- 718年：奧瑪亞哈里發國軍隊放棄對君士坦丁堡長達一年的圍攻，結束他們征服拜占庭帝國的目標。
- 1038年：在叔父伊什特万一世去世後，彼得成為匈牙利的第二任國王。
- 1248年：神圣罗马帝国的科隆大教堂举行奠基典礼。
- 1281年：忽必烈所派遣的蒙古帝國艦隊在第二次元日戰爭中因為遭遇颱風侵襲而失敗。
- 1537年：西班牙人開始建立亞松森市。
- 1540年：秘鲁阿雷基帕城建立。
- 1878年：中国发行史上第一套邮票“蟠龙”图邮票。

### 20世紀
- 1914年：穿越巴拿馬地峽、連接太平洋和大西洋的巴拿馬運河正式通航。
- 1926年：北伐战争南口大戰结束。
- 1944年：同盟國軍隊自法國南部海岸登陸，並於數週內成功解放法國南部。
- 1945年：日本昭和天皇透过广播宣读《终战诏书》，接受同盟国《波茨坦公告》而无条件投降。
- 1947年：印度脱离英属印度殖民统治而成为大英国协的自治领，贾瓦哈拉尔·尼赫鲁出任首任总理。
- 1948年：大韓民國在朝鮮半島38度線以南正式成立，李承晚出任首任韓國總統。
- 1950年：中国西藏墨脱县发生芮氏規模8.5地震，造成四千余人死亡。
- 1960年：刚果共和国宣布独立。
- 1961年：东德工人开始建筑柏林墙。
- 1969年：美国纽约州举行摇滚音乐节胡士托音乐节，此为世界上规模最大的嬉皮聚会。
- 1971年：巴林宣布独立。
- 1971年：美國總統理查·尼克森宣布停止黃金兌換，切斷美元與黃金的聯繫。
- 1974年：巴西联邦共和国與中華人民共和國建交，與中華民國斷交。
- 1974年：文世光事件：南韓總統朴正熙與夫人陸英修在參加光復節29年紀念儀式時，遭文世光槍擊。陸英修身亡。
- 1975年：孟加拉人民共和國国父谢赫·穆吉布·拉赫曼遇刺身亡。
- 1978年：臺灣鐵路首代自強號列車EMU100型展開定期行駛。
- 1985年：日本首相中曾根康弘首次正式参拜靖国神社。
- 1995年：日本首相村山富市举行村山谈话。
- 1995年：全球各地舉行各種活動紀念第二次世界大戰結束五十周年。
- 1999年：潜伏在中国人民解放军中的中华民国间谍刘连昆被执行死刑。

### 21世紀
- 2006年：小泉純一郎繼中曾根康弘後以在任日本首相身份參拜靖国神社，這也是他第6次參拜靖国神社。
- 2007年：歷時3年多建成的港铁落馬洲支線正式通車，落馬洲站及福田口岸正式啟用。
- 2008年：第29屆北京奧運棒球賽，中華台北隊第12局以7比8爆冷門輸給中國隊，為台灣棒球史上正式的國際賽中首次輸給中國隊。
- 2010年：中国举行全国哀悼活动，悼念在舟曲特大山洪泥石流中遇难的同胞。
- 2011年：Google以125亿美元的价格收购摩托罗拉移动公司。
- 2011年：南苏丹共和国将于正式加入非洲联盟，成为该组织的第54个成员国。
- 2012年：香港保钓人士成功登陆钓鱼岛，不但插上中華人民共和國五星红旗，同時把中華民國青天白日滿地紅旗，一起帶上了钓鱼岛。
- 2014年：連接西藏拉薩與日喀則的拉日鐵路通車[1]。
- 2017年：台灣發生大停電，至少六百萬戶民眾受到影響。
- 2017年：香港無綫電視J5改名為無綫財經台。
- 2021年：阿富汗武装组织塔利班占领首都喀布尔并取得政权，结束长达20年的阿富汗战争。

## 出生
- 1257年：穆罕默德三世，格拉納達蘇丹。（1314年逝世）
- 1769年：拿破仑一世，法國政治家、軍事家，法兰西第一帝國皇帝。（1821年逝世）
- 1771年：沃尔特·司各特，英國历史小說家、詩人。（1832年逝世）
- 1772年：約翰·內波穆克·梅爾策爾，德國發明家、工程師和表演者。（1838年逝世）
- 1782年：福斯坦·蘇盧克，海地軍事、政治人物，第7任海地總統。（1867年逝世）
- 1801年：查理·義律，英國軍人、殖民地官員。（1875年逝世）
- 1858年：伊迪絲·內斯比特，英國兒童文學作家。（1924年逝世）
- 1887年：保羅·威拉德·梅里爾，美國天文學家。（1961年逝世）
- 1890年：伊莉莎白·博登，美國超級人瑞。（2006年逝世）
- 1892年：路易·德布羅意，法國物理学家，1929年诺贝尔物理奖得主。（1987年逝世）
- 1896年：約納·亞基爾，蘇聯紅軍指揮官。（1937年逝世）
- 1896年：格蒂·科里，美國生物化學家，1947年諾貝爾生理學及醫學獎得主。（1957年逝世）
- 1905年：海絲特·福特，美國超級人瑞。（2021年逝世）
- 1910年：黃克立，香港政治人物。（2004年逝世）
- 1912年：田島直人，日本男子田徑運動員。（1990年逝世）
- 1912年：茱莉亞·柴爾德，美國廚師、作家、電視節目主持人。（2004年逝世）
- 1913年：梅纳赫姆·贝京，以色列政治家，猶太復國運動的地下組織伊爾貢領導人，曾任以色列總理。（1992逝世）
- 1917年：津田幸男，日本足球運動員（1979年逝世）
- 1917年：奧斯卡·羅梅羅，前聖薩爾瓦多總教區總主教（1980年逝世）
- 1923年：希蒙·佩雷斯，以色列政治人物，第9任以色列總統，1994年諾貝爾和平獎得主（2016年逝世）
- 1923年：彭明敏，臺灣獨立運動領袖、台灣自救運動宣言起草者。（2022年逝世）
- 1925年：奥斯卡·彼得森，加拿大爵士钢琴演奏家。（2007年逝世）
- 1925年：修澤蘭，臺灣建築師。（2016年逝世）
- 1926年：科斯蒂斯·斯特凡諾普洛斯，希臘政治人物，前任希臘總統（2016年逝世）
- 1933年：，美國社會心理學家（1984年逝世）
- 1934年：童坦君，中國細胞學家（2022年逝世）
- 1937年：本揚·沃拉吉，寮國國家主席
- 1938年：宋靜秀，華裔美國電影、電視劇女演員
- 1938年：史蒂芬·布雷耶，美國律師、法學家、法律學者，曾任美國最高法院大法官
- 1944年：鈴木黎子，日本女性聲優
- 1944年：約韋里·穆塞韋尼，烏干達政治人物，現任烏干達總統
- 1945年：卡莉達·齊亞，孟加拉政治人物，前任孟加拉總理
- 1945年：阿蘭·朱佩，法國政治人物，前任法國總理
- 1946年：布培，香港前地政總署署長（2011年逝世）
- 1948年：石田芳夫，日本圍棋棋手
- 1950年：安妮長公主，英國王室成員、慈善家
- 1952年：王䓪鳴，香港政治人物
- 1956年：陸树銘，中國男演員（2022年逝世）
- 1957年：梁強，越南政治人物，現任越南國家主席
- 1959年：山下和美，日本女性漫畫家
- 1960年：張軍，中國政治人物、外交官，現任中國常駐聯合國代表
- 1960年：菅野將晃，日本足球運動員
- 1962年：陳美貞，台灣配音演員
- 1963年：陳義信，台灣棒球選手
- 1963年：潘孟安，臺灣政治人物，前任屏東縣縣長
- 1963年：麻生祐未，日本女演員
- 1963年：瓦列里·斯塔尼斯拉沃维奇·列沃涅夫斯基，白俄罗斯社会活动家、政治家，企业家，政治犯
- 1964年：梅琳達·蓋茨，比爾及梅琳達·蓋茨基金會聯合主席
- 1965年：谷德昭，香港電影導演、編劇、演員
- 1965年：石丸幹二，日本男演員、歌手
- 1966年：關淑怡，香港女歌手
- 1968年：黛博拉·梅辛，美國女演員
- 1968年：雷光夏，台灣音樂藝術家
- 1969年：鄭嘉穎，香港男演員、歌手
- 1969年：高塚正也，日本男性聲優
- 1969年：謝爾蓋·基斯利齊亞，烏克蘭外交官
- 1970年：遠藤昌浩，日本足球運動員
- 1970年：李鍾範，韓國棒球運動員
- 1971年：鍾皓賢，香港足球運動員
- 1972年：班·艾佛列克，美國男演員
- 1974年：拉蒙·魔銳，多明尼加棒球運動員
- 1975年：川口能活，日本職業足球運動員、教練
- 1976年：勃杜安·岑登，荷蘭足球運動員
- 1977年：金城綾乃，日本鍵盤手，Kiroro成員
- 1978年：克丽·沃尔什，美國沙滩排球運動員
- 1978年：章縝翔，馬來西亞男演員
- 1979年：佟健，中國花式溜冰運動員
- 1979年：陽光直人，日本男歌手
- 1981年：宋智孝，韓國女演員、節目主持人
- 1981年：李相侖，韓國男演員
- 1982年：高晟暉，中國男演員
- 1982年：林剛史，日本男演員
- 1982年：張伏佳，中國棒球運動員
- 1982年：衛萊，中國女演員
- 1983年：本多陽子，日本女性聲優
- 1983年：艾安·穆科吉，印度男導演
- 1983年：中村剛也，日本棒球運動員
- 1986年：唐笑，中國女藝人
- 1987年：陳翊麟，香港籃球運動員
- 1987年：利穎怡，香港女藝人
- 1987年：倪晨曦，香港女藝人、模特兒
- 1988年：李根，中國籃球運動員
- 1988年：盧峻峯，香港男藝人
- 1989年：冈田将生，日本男演員
- 1989年：喬·強納斯，美國創作歌手、演員，強納斯兄弟成員
- 1990年：吳姍儒，台灣女藝人、節目主持人
- 1990年：珍妮佛·勞倫斯，美国电影和电视女演員
- 1990年：花村想太，日本男子偶像團體Da-iCE成員
- 1991年：東條大樹，日本棒球運動員
- 1993年：胡敏嘉，香港女演員、偶像
- 1993年：仲田步夢，日本女子足球運動員
- 1993年：亚历克斯·奥克斯雷德-张伯伦，英格蘭足球運動員
- 1994年：萩野公介，日本男子游泳運動員
- 1995年：小倉唯，日本女性聲優、歌手
- 1996年：布魯斯·布朗，美國職業籃球運動員
- 1999年：安齊歌戀，日本女歌手、演員
- 2000年：今井月，日本女子游泳運動員
- 2002年：長尾謙杜，日本男子偶像團體浪花男子成員

## 逝世
- 前1年：汉哀帝刘欣（前25年出生）
- 932年：衡陽王馬希聲，五代十國武安節度使（898年出生）
- 978年：南唐后主李煜，南唐君主、詞人（937年出生）
- 1022年：尼基弗羅斯·福卡斯·巴里特拉海洛斯，拜占庭帝國將領（約965年出生）
- 1038年：伊什特万一世，匈牙利國王（約975年出生）
- 1118年：阿莱克修斯一世，拜占庭帝国科穆宁王朝皇帝（1048年或1056年出生）
- 1328年：元泰定帝也孙铁木儿，元朝皇帝（1293年出生）
- 1666年：湯若望，羅馬天主教耶穌會傳教士（1591年出生）
- 1907年：约瑟夫·约阿希姆，匈牙利小提琴暨作曲家（1831年出生）
- 1936年：格拉齊亞·黛萊達，意大利女作家，1926年诺贝尔文学奖得主（1871年出生）
- 1945年：阿南惟幾，日本陸軍大將（1877年出生）
- 1945年：宇垣纏，日本海軍中將（1890年出生）
- 1951年：阿圖爾·施納貝爾，奧地利鋼琴家暨作曲家（1882年出生）
- 1953年：安德烈·喬治·科拉普，法國將軍（1878年出生）
- 1960年：肯尼斯·米斯，英國科學家（1882年出生）
- 1962年：雷锋，中國军人，被中国共产党塑造成共产党员革命象征与模范（1940年出生）
- 1965年：勒內·倫納德，法國賽車手，首屆利曼24小時耐力賽冠軍（1889年出生）
- 1967年：雷內·馬格利特，比利時超現實主義畫家（1898年出生）
- 1974年：陸英修，南韓前總統朴正熙妻子（1925年出生）
- 1975年：谢赫·穆吉布·拉赫曼，孟加拉人民共和國国父（1920年出生）
- 1978年：瑋哥·布朗，挪威數學家（1885年出生）
- 1992年：喬治·佩拉斯卡，假冒成為西班牙駐匈牙利領事的義大利人，在二戰期間拯救超過5,000名猶太人（1910年出生）
- 1995年：邁克爾·赫斯，愛爾蘭裔美國律師（1951年出生）
- 1999年：刘连昆，中国人民解放军少将，中华民国间谍（1933年出生）
- 2004年：蘇恩·伯格斯特龍，瑞典生物化學家、前諾貝爾基金會主席，1982年諾貝爾生理學與醫學獎得主（1916年出生）
- 2011年：鄭碧影，香港粵劇花旦、電影演員（1932年出生）
- 2013年：羅莎莉雅·梅拉，飒拉創辦人（1944年出生）
- 2018年：櫻桃子，《櫻桃小丸子》作者（1965年出生）
- 2021年：阿卜杜勒-哈米德·卜拉希米，阿爾及利亞總理（1936年出生）
- 2021年：蓋德·穆勒，德國職業足球員（1945年出生）

## 节假日和习俗
- 对日战争胜利纪念日
- 天主教会：圣母升天节
- 刚果共和国：独立日
- 印度：独立日
- 日本：二戰終戰紀念日
- ：光復節
- ：祖國解放日
- 列支敦斯登：国庆日
- 巴林：獨立日（英语：Independence Day (Bahrain)）
- 羅馬尼亞：海軍節
- 中華民國：終戰紀念日[2]